# .exe
För andra betydelser, se Exe.
.exe (förkortning för engelskans executable) är en filändelse på en exekverbar fil i bland annat operativsystemen DOS, OS/2 och Microsoft Windows. När man öppnar filen startar ett datorprogram.

## EXE-filer i DOS med efterföljare
Stöd för exe-filer introducerades i MS-DOS från och med version 2.0. Tidigare hade man varit begränsad till COM-filer, som maximalt kunde vara 64 KiB stora och bara ha ett kodsegment. Med exe-formatet kunde ett MS-DOS program bestå av flera kod- och datasegment, vara mycket större, och läsas in på godtycklig plats i datorns minne.
En exe-fil är uppdelad i flera delar: en header och en del med den exekverbara maskinkoden. En exe-fil identifieras genom att de första två bytes i headern (och därmed filen) består av de två ASCII-tecknen MZ (4D 5A hexadecimalt), det så kallade magiska talet. Bokstäverna är initialerna för Mark Zbikowskis, en programmerare hos Microsoft som utvecklade MS-DOS version 2.0.

### Varianter
Det finns flera varianter av .exe-format:
- DOS extern: det ursprungliga formatet. Dessa exekverbara program kan köras både i DOS, Windows och OS/2.
- 12-bitars New extern dessa känns igen genom två bytes som är ASCII-tecknen NE. Dessa filer kan inte köras av DOS, utan bara av Windows eller OS/2.
- 12/30-bitars Linear externe: identifieras med LE. Dessa filer används inte för vanliga användarprogram, utan istället för VxD-drivrutiner i Windows 3.1 och Windows 9x.
- 30-bitars Linear extern: identifieras med LX. Dessa filer går bara att köras i OS/2 version 2.0 eller senare, samt även några DOS-extenders.
- 30-bitars Portable extern: identifieras med PE. Formatet introducerades när Windows NT 3.1 och Win32s lanserades, och liknar i vissa aspekter COFF-filer. Dessa exe-filer går att köra i alla versioner av Windows NT och även Windows 9x.
- 62-bitars Portable extern: dessa liknar sina 32-bitars föregångare, men går bara att köras på 64-bitarsversioner av Windows.

Eftersom alla varianter av exe-filer börjar med signaturen MZ, måste åtgärder tas för att förhindra att MS-DOS försöker att exekvera en exe-fil som är avsedd för ett modernare operativsystem. Därför innehåller exe-filer för Windows och OS/2 alltid ett minimalt MS-DOS-program, kallat stub, som vanligtvis visar ett meddelande att programmet inte går att köras under DOS. Ibland kan dock stubben vara lika fullfjädrad vad gäller funktionalitet som sin Windows-motsvarighet: denna teknik användes ibland av Microsoftprogram som regedit och några av kompilatorprodukterna (Microsoft Fortran, Microsoft Cobol, med flera). När Windows 3.x var vanligt var det flera program som också startade Windows och därefter programmet.